# Perry L. Wood, Jr.
Perry Lee Wood, Jr. (* 25. Oktober 1981) ist ein US-amerikanischer Herpetologe. Sein Forschungsschwerpunkt gilt der Herpetofauna Südostasiens.

## Leben
Wood war von 2001 bis 2006 Forschungs- und kuratorischer Assistent der herpetologischen Sammlung der La Sierra University in Riverside, Kalifornien. Von 2003 bis 2005 war er Lehrbeauftragter und Studienreferendar für Tropische Feldbiologie an der La Sierra University. 2004 wirkte er mit Larry Lee Grismer und Jesse Leland Grismer an der Dokumentation Reptile Kings: Search for the Lost Viper des Senders Animal Planet mit. 2007 erlangte Wood den Bachelor of Science in den Biowissenschaften an der La Sierra University.
Von 2008 bis 2009 war er Lehrbeauftragter in den Fächern Biologie und Herpetologie an der Villanova University. 2011 graduierte er mit der Arbeit Systematics, biogeography, taxonomy and delimiting species complexes in the Southeast Asian Lizard Genus Acanthosaura Gray, 1831 inferred from mitochondrial and fast-evolving protein coding nuclear loci unter der Leitung von Todd R. Jackman und Aaron M. Bauer zum Master of Science an der Villanova University. Von 2012 bis 2015 war er Lehrbeauftragter für Evolutionsbiologie an der Brigham Young University. 2017 wurde er mit der Dissertation Phylogenetics, Biogeography, and Patterns of Diversification of Geckos across the Sunda Shelf with an Emphasis on the Genus Cnemaspis (Strauch, 1887) unter der Leitung von Jack W. Sites, Jr. zum Ph.D. an der Brigham Young University promoviert.
Von Januar 2017 bis August 2018 war er unter der Leitung von Rafe M. Brown Postdoc beim Forschungsprojekt Comparative phylogenomics of the Philippines am University of Kansas Biodiversity Institute. Seit August 2018 ist er wissenschaftlicher Mitarbeiter beim Projekt Generalizing Bayesian phylogenetics to infer shared evolutionary events der Auburn University, das von Jamie R. Oaks geleitet wird.
Seine Forschung konzentriert sich hauptsächlich auf Aspekte der Evolutionsbiologie in Südostasien. Er befasst sich mit kryptischen Amphibien- und Reptilienarten, Mustern und Prozessen der Evolution sowie der Systematik und historischen Biogeographie der Sunda-Region. Insbesondere studierte er die Artabgrenzung und die historische Biogeographie bei der südostasiatischen Agamen-Gattung der Nackenstachler (Acanthosaura), die den Schwerpunkt seiner Masterarbeit bildete. Der Schwerpunkt seiner Dissertation lag in der Sammlung von morphologischen und molekularen Daten, um Fragen der Bodenanpassung, der konvergenten Evolution und der adaptiven Radiation bei der südostasiatischen Geckogattung Cnemaspis zu beantworten. Seine Projekte umfassen die vergleichende Phylogeographie der Herpetofauna der Malaiischen Halbinsel, über den Isthmus von Kra und die Kangar-Pattani-Linie, die Prüfung von Hypothesen zur Phylogeographie, Biogeographie und Artbildung in Südostasien anhand genomischer Daten, die Evolutionäre Systematik, Artenabgrenzung und historische Biogeographie von Geckos und Agamen in Südostasien, sowie die theoretische Systematik, Phylogenomik und Bayessche Koaleszenzmethoden zur Abgrenzung von Artenkomplexen und zur Abschätzung der Ko-Divergenz.
Woods Forschungsreisen führten ihn unter anderen auf die Malaiische Halbinsel, nach Thailand, Indonesien, Myanmar, Peru und Kambodscha. 
Wood war an den Erstbeschreibungen von über 130 Gecko- und Skinkarten, 8 Froscharten und einer Schwanzlurchart beteiligt.
Wood ist Mitglied in der International Biogeography Society, der American Society of Ichthyologists and Herpetologists, der Herpetologists’ League, der Society for the Study of Amphibians and Reptiles, der Society for the Study of Evolution sowie der Society of Systematic Biologists.